# Naou
Le Naou est une rivière française qui coule dans le département de la Gironde. C'est un affluent de la Petite Leyre.

## Géographie
De 19,1 km de longueur, le Naou prend sa source dans les Landes de Gascogne la commune de Lucmau dans le département de la Gironde et se jette en rive gauche dans la Petite Leyre sur la commune de Callen dans le département des Landes.

## Principaux affluents
- La Grave de Lucpaille : 5,6 km
- le ruisseau de la Saucie : 5,1 km
- Grande Barade : 4,7 km
- Barade Heygère : 4,1 km
- Le Naoue : 8,2 km
- le ruisseau de Traouquevert : 4,1 km

## Départements et communes traversées
- Département de la Gironde : Lucmau, Cazalis.
- département des Landes : Callen.